# カイ・ニールセン
カイ・ニールセン（Kay Nielsen、1886年3月12日 - 1957年6月21日）は、デンマークのイラストレーター、舞台美術家。コペンハーゲン出身。

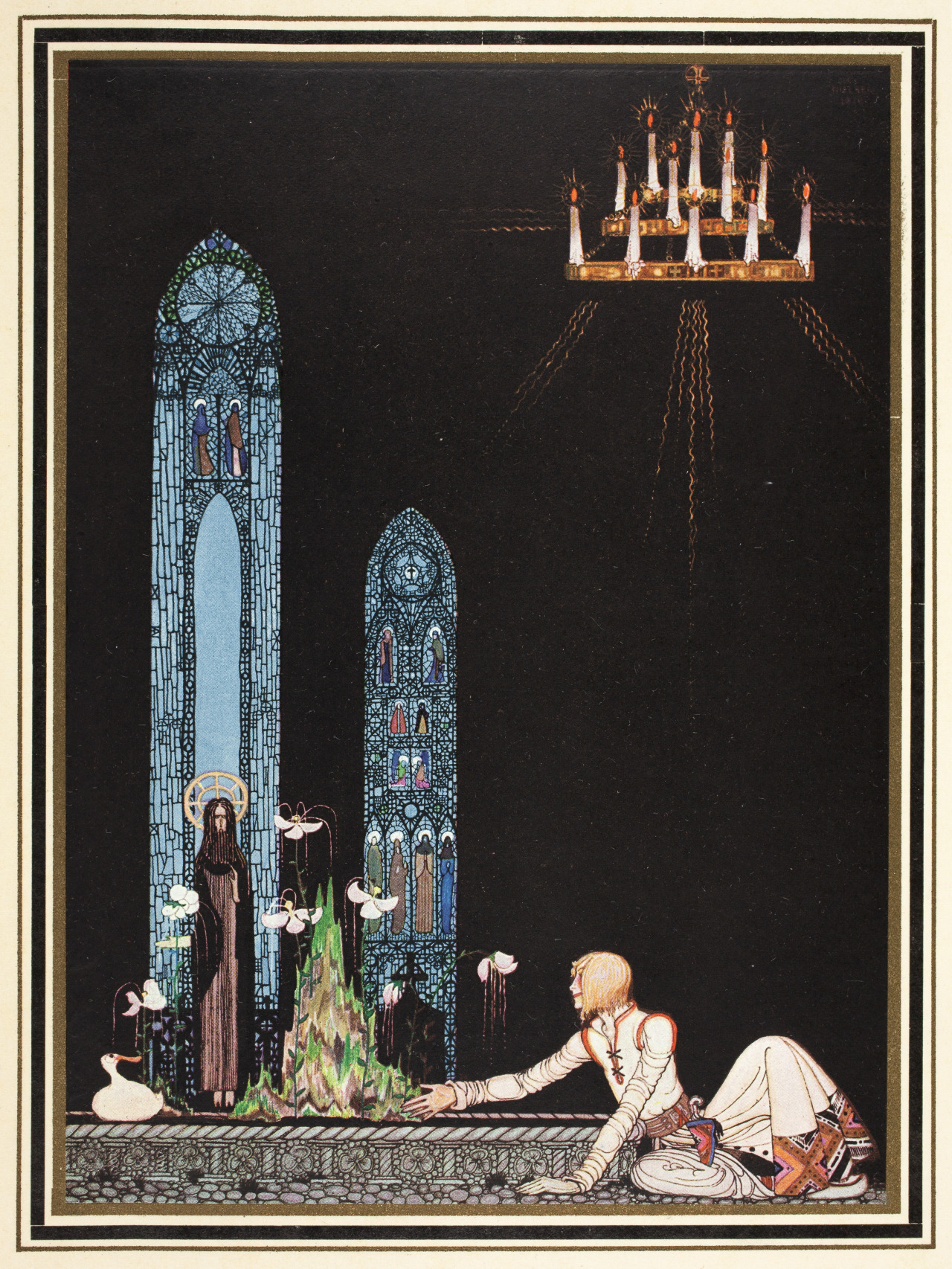
カイ・ニールセン画『太陽の東 月の西』（1914年）

## 略歴
パリで絵を学び、イギリスに出て名声を獲得。その後国籍を取得したアメリカで没した。

## 来歴
- 1886年、コペンハーゲンにて母は有名女優、父は劇場監督という演劇界に囲まれた家庭で育つ。
- 18歳になるとパリで絵の勉強を始め、アカデミー・ジュリアンやアカデミー・コラロッシで学ぶ。
- 25歳より5年間、ロンドンに在住。1912年にダウズエル・ギャラリーで"The Book of Death"(「死者の書」)などの作品を展示。
- 27歳、イギリスで挿絵画家としてデビュー。"In Powder and Crinoline"(「おしろいとスカート」)を出版。
- 28歳。"East of the Sun and West of the Moon”(「太陽の東、月の西」)を出版。戦後、コペンハーゲンへ戻り、1920年代前半より舞台美術の仕事に転じる。
- 1918~1922年頃"One Thousand and One Nights "(「千夜一夜物語」)を描くが出版されず。
- 38歳。"Fariy Tales of H.Andersen "(「ハンス・アンデルセンの妖精物語」)を出版。
- 39歳。"Hansel and Gretel and Other StoriesHansel and Gretel and Other Stories"(「ヘンゼルとグレーテルとその他の物語」)出版。コペンハーゲンへ戻り再び舞台美術の仕事をする。
- 40歳。ユーラ・プレス＝シュミットと結婚。
- 44歳。"Red MagicRed MagicRed MagicRed Magic"(「赤い魔術赤い魔術」)を出版。コペンハーゲンへ戻り再び舞台美術の仕事をする。
- 1936年、アメリカに渡る。ロサンゼルスでディズニー映画「ファンタジア」の美術を手がける。
- 1957年71歳。ロサンゼルスで永眠。

## 代表作
- 「おしろいとスカート」(In Powder and Crinoline、1913年)
- 「太陽の東 月の西」(East of the Sun and West of the Moon、1914年)

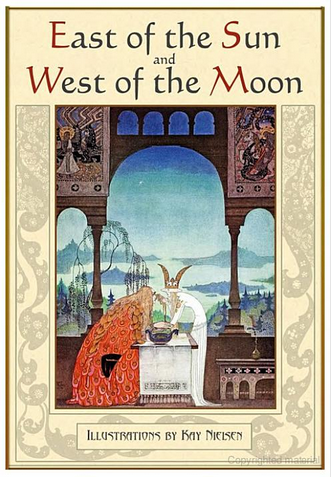
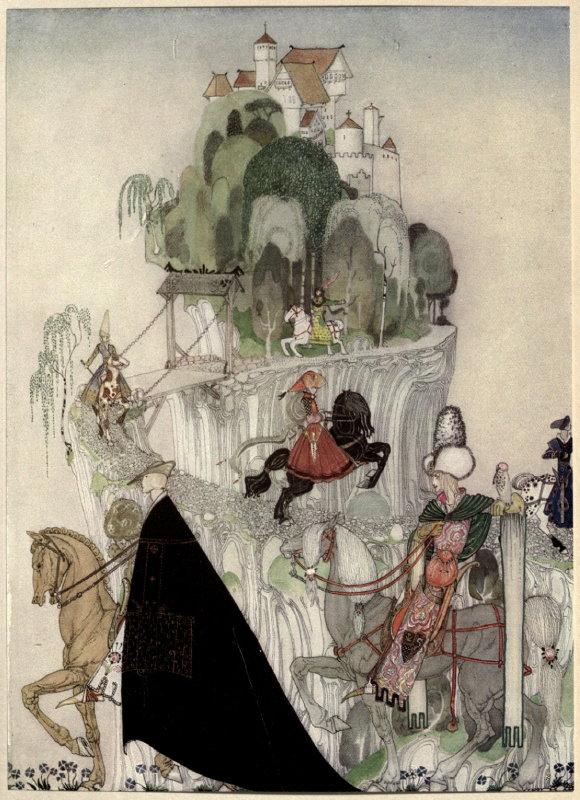
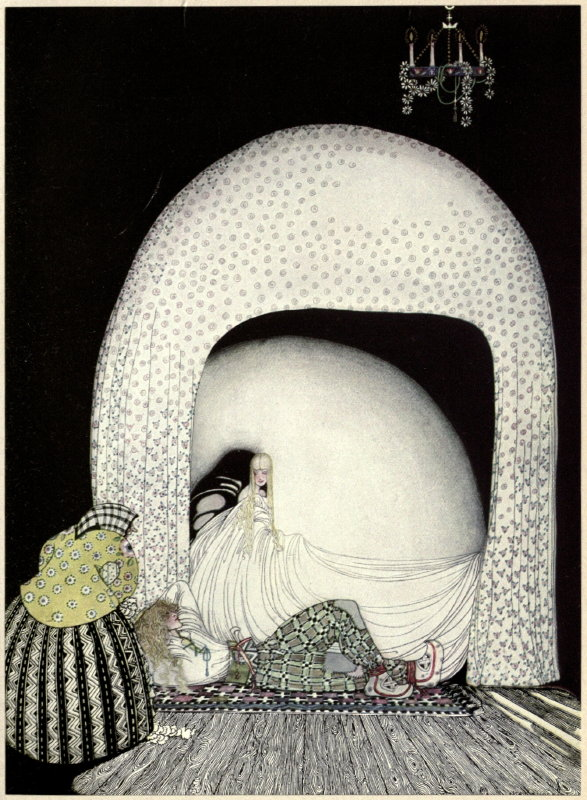
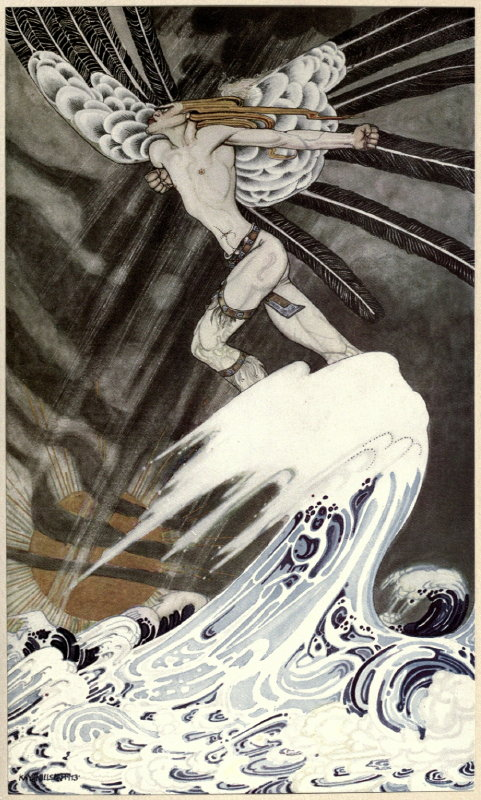
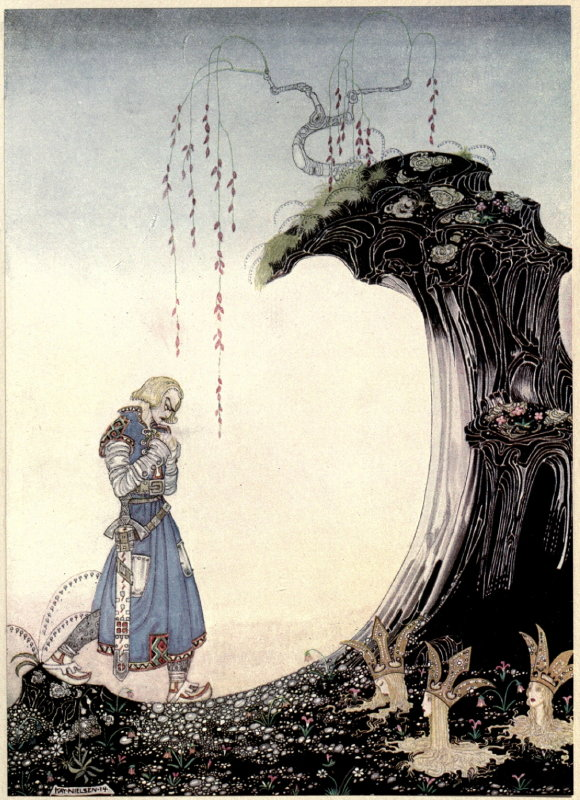
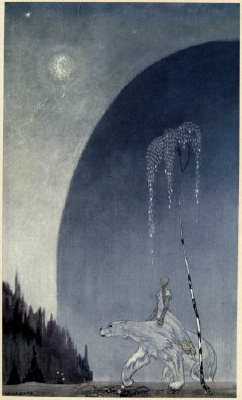

『太陽の東 月の西』ギャラリー